# Estado extinto
Estado extinto é toda forma de governo sobre algum território que foi extinto por algum motivo, ou por ter sido anexado por outro estado, ou por ter sido derrubado ou por ter sido substituído por outro estado.[carece de fontes?]
Ao longo da história da humanidade muitos países se tornaram estados extintos, por razões políticas, de guerras, ou perda de território, a Eurásia é segundo relatos de historiadores, o continente que mais sofreu mudanças políticas e geográficas ao longo dos séculos.

## Estados extintos
- República Helvética
- Prússia Real
- Ducado de Saxe-Lauemburgo
- Sultanato de Achém
- Estados Papais